# Olympiastützpunkt Tauberbischofsheim
Der Olympiastützpunkt Tauberbischofsheim (OSP) war von 1986 bis 2017 eine beim Fecht-Club Tauberbischofsheim angesiedelte sportartübergreifende Betreuungs- und Serviceeinrichtung des Spitzensports für Bundeskaderathleten sowie deren Trainern mit einer Schwerpunktlegung auf den Fechtsport. Seit 2018 wird der Standort als Bundesstützpunkt „Fechten“ Tauberbischofsheim weitergeführt. 2024 wurde die Bundesstützpunktfunktion für Herren-Degen aberkannt. Die Bundesstützpunktfunktion für Frauen-Florett wurde bestätigt.

## Geschichte

### 1986: Gründung des OSP

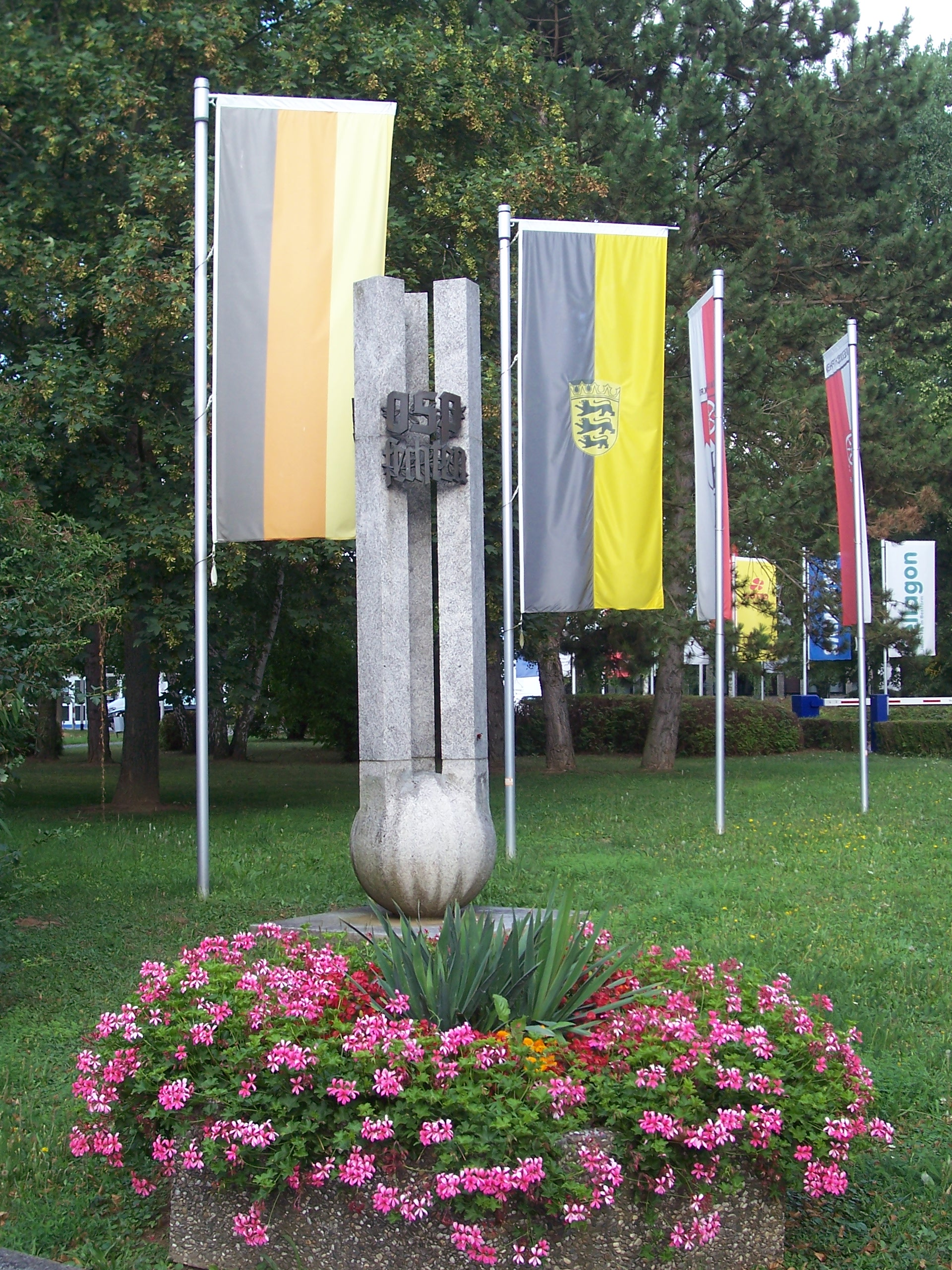
Skulptur am Olympiastützpunkt Tauberbischofsheim (2013)

Beim Fecht-Club Tauberbischofsheim wurde am 22. September 1986 von Emil Beck der Olympiastützpunkt Tauberbischofsheim gegründet. Er war einer von 19 Olympiastützpunkten Deutschlands. Dieses Prädikat wurde dem Fecht-Club Tauberbischofsheim nach Maßgabe bestimmter sportlicher Leistungsanforderungen (z. B. Anzahl von Kadersportlern, räumliche Anbindung an Universitäten usw.) verliehen.
2011 wurde das 25-jährige Bestehen des Olympiastützpunktes gefeiert.

### 2017: Auflösung und Neuausrichtung
Im Juli 2017 teilte der Landessportverband Baden-Württemberg mit, dass das Fechtzentrum Tauberbischofsheim nach 31 Jahren seinen Status als Olympiastützpunkt verliert. Als Begründung wurde unter anderem genannt, dass in dem weltbekannten Zentrum zuletzt weniger als 100 Bundeskaderathleten betreut wurden. Ferner sei dort im Vergleich zu anderen Olympiastützpunkten nur eine einzige Sportart beheimatet. Zukünftig wird das Fechtzentrum Tauberbischofsheim als Bundesstützpunkt eingestuft. Der Fecht-Club Tauberbischofsheim weigerte sich zunächst, diese Vereinbarung zu unterzeichnen. Laut Sven Ressel, Sportdirektor des Deutschen Fechter-Bundes, ist es wichtig zu erwähnen, „dass die bisher angebotenen Leistungen für die Sportler weiter nutzbar bleiben und die Betriebskosten für Tauber als Stützpunkt für den Leistungssport gesichert sind“. Und Ressel führte weiter aus: „Momentan sind unserer Kenntnis nach damit keine finanziellen Einschnitte verbunden.“
Im September 2017 unterzeichnete der Fecht-Club im Rahmen einer Leitungsstabssitzung des Olympiastützpunktes Tauberbischofsheim schließlich die Grundvereinbarung „Olympiastützpunkte Baden-Württemberg“, womit die Statusänderung offiziell wurde und der Fecht-Club die Trägerschaft über den Olympiastützpunkt verlor. Auch beim zukünftigen Bundesstützpunkt Tauberbischofsheim wird ab 2018 der Träger nicht mehr der Fecht-Club Tauberbischofsheim, sondern der Landessportverband Baden-Württemberg sein. Neben dem OSP Tauberbischofsheim werden ferner ab Januar 2018 im Rahmen der Grundvereinbarung auch die anderen, weiterhin bestehenden Olympiastützpunkte in Baden-Württemberg (OSP Freiburg-Schwarzwald, OSP Rhein-Neckar und OSP Stuttgart) unter der Rechtsträgerschaft des Landessportverbands (LSV) Baden-Württemberg zusammengeführt.

## Gliederung und Struktur

### Aufgaben
Der Olympiastützpunkt Tauberbischofsheim war eine Betreuungs- und Serviceeinrichtung (OSP) des Spitzensports und Teil des nationalen Gesamtkonzeptes des Deutschen Olympischen Sportbundes (DOSB) für Bundeskaderathleten (A-B-C-Kader).
Der OSP Tauberbischofsheim verfolgte das Ziel, die Sportart Fechten „auf internationalem Parkett weiterzuentwickeln, Qualitätsstandards zu sichern, den Behindertensport (Rollstuhlfechten) nachhaltig zu fördern sowie die integrative Kraft und Werteordnung des Sports im Rahmen projektbezogener Maßnahmen der Integration und der Persönlichkeitsentwicklung junger Menschen nutzbar zu machen“. Die Hauptaufgabe des OSP Tauberbischofsheim lag in der Sicherstellung einer umfassenden Betreuung der Bundeskaderathleten, insbesondere in der Olympiavorbereitung der Teams im täglichen Training vor Ort und bei zentralen Maßnahmen der Spitzenverbände. Diese Maßnahmen berührten sportmedizinische, physiotherapeutische, trainingswissenschaftliche, soziale, psychologische und ernährungswissenschaftliche Aufgabenbereiche.
Aufgrund seiner räumlichen, technischen und infrastrukturellen Voraussetzungen galt der OSP Tauberbischofsheim als eine der führenden Trainingsstätten weltweit und konnte den Ruf der Stadt Tauberbischofsheim als „Mekka des Fechtsports“ prägen, da beispielsweise über 50 Fechtnationen jährlich den Stützpunkt besuchen und die zentralen Lehrgangs-, Fort- und Weiterbildungsmaßnahmen des Deutschen Fechter-Bundes in Tauberbischofsheim stattfinden. Dieses Know-how rund um die Sportart Fechten wurde auch bei Lehrgangsmaßnahmen im In- und Ausland zur Verfügung gestellt. Der OSP lieferte hierfür den notwendigen Betreuungsservice für Athleten und Trainer, den der Hochleistungssport mit seinem hohen zeitlichen Aufwand erfordert.

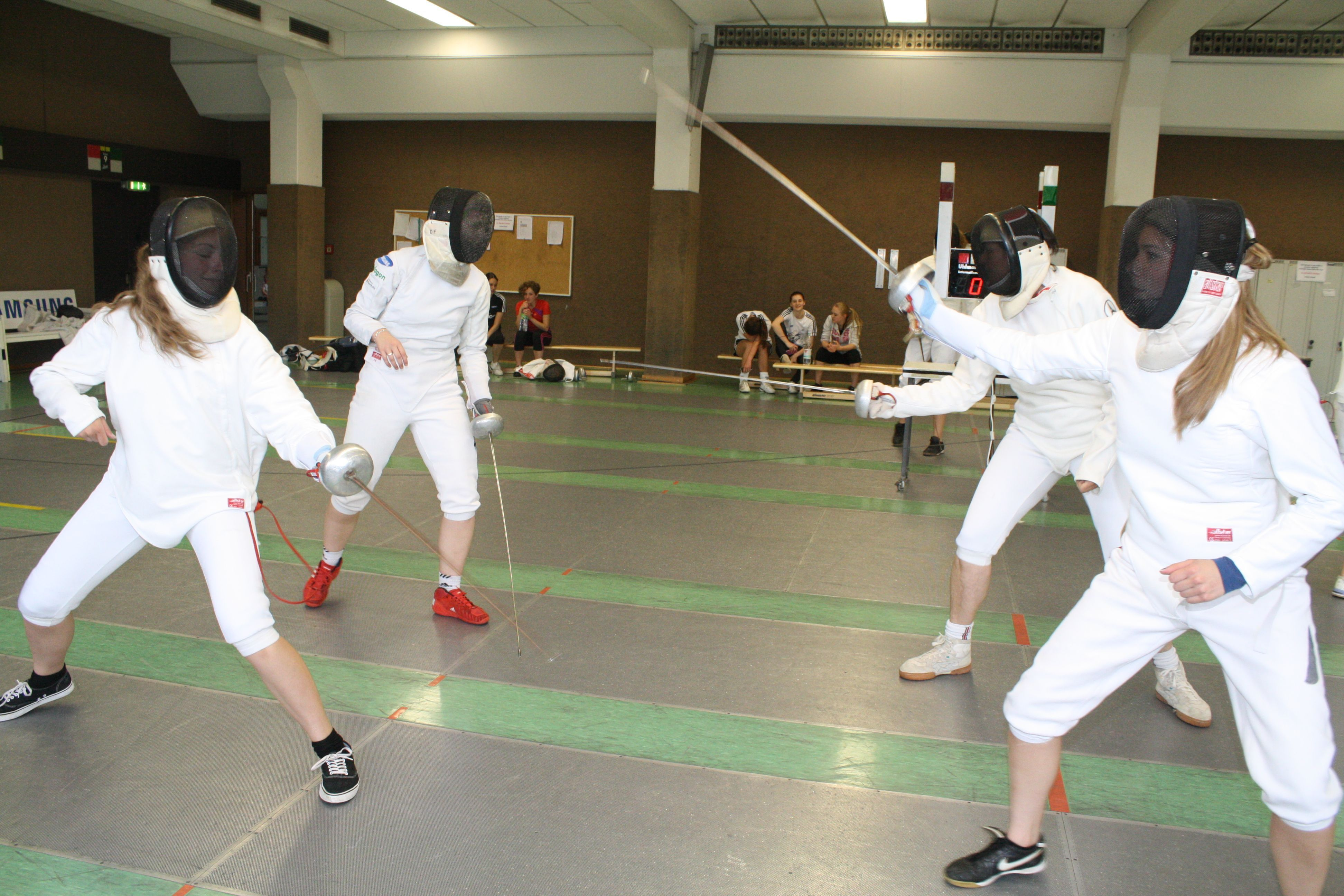
Fechtübungen am Olympiastützpunkt (2013)

Die Leistungen des OSP Tauberbischofsheim erstreckten sich auf folgende Teilbereiche:
- Physiotherapie im Vitalzentrum: Stabilisierung und Dehnung, Regenerationsmaßnahmen, Sauna und Entmüdungsbecken.
- Trainingswissenschaft: Erstellung von Trainingsplänen, Trainingsbegleitung (Athletik), Video (Aufnahmen, Schnitte), Dokumentation und Informatik (Statistik, Ranglisten, Ergebnisse).
- Soziales: Psychologische Betreuung (alle vier bis sechs Wochen), Atemtherapie (bei Bedarf), Ernährungsberatung, Medizinisches Netzwerk und Laufbahnberatung.
- Teilinternat: Pädagogische Betreuung (Hausaufgabenhilfe, Nachhilfe, Klausurbetreuung).
- Einrichtungen im Olympiastützpunkt: Drei Fechthallen, Gymnastikraum (Kursangebote des Programms Fit), Kraft- und Fitnessraum, Schwimmbad und Casino.
- Externe Angebote: Kooperationen mit verschiedenen medizinischen Einrichtungen (Athletik, Behandlung), Theater-Fechten, Ballettschule Würzburg, Zusammenarbeit mit der Universität Würzburg in den Bereichen Forschung, Trainingsbegleitung, BiSp-Projekt und Respofit Geislingen (HF, Kontakte, Geräte, Entwicklung).

Nach der Auflösung des Status als Olympiastützpunkt im Jahre 2017 werden viele dieser Aufgaben durch den Bundesstützpunkt am Fechtzentrum Tauberbischofsheim weitergeführt.

### Schwerpunkte
Der Schwerpunkt der trainingswissenschaftlichen Maßnahmen am OSP Tauberbischofsheim galt den Kaderfechtern des Deutschen Fechter-Bundes einschließlich der Rollstuhlfechter, wobei auch Bundeskaderathleten in den Sportarten Basketball, Leichtathletik, Radfahren, Rudern, Schießen, Schwimmen und Karate in Tauberbischofsheim betreut wurden.

### Eliteschule des Sports
| Jahr | Eliteschüler/in des Sports des OSP Tauberbischofsheim | Waffengattung |
| ---- | ----------------------------------------------------- | ------------- |
| 2009 | Sascha Kahl                                           | Florett       |
| 2010 | Niklas Uftring                                        | Florett       |
| 2011 | Lisa Freudenberger                                    | Säbel         |
| 2012 | Andrej Raisch                                         | Florett       |
| 2013 | Leandra Behr                                          | Florett       |
| 2014 | Rico Braun                                            | Degen         |
| 2015 | Leonie Ebert                                          | Florett       |
| 2016 | Leonie Ebert                                          | Florett       |

Der Fecht-Club Tauberbischofsheim bot am Olympiastützpunkt Tauberbischofsheim mit dem „Modell Tauberbischofsheim“ ein Voll-/Teilinternat als eine Eliteschule des Sports an. Das schulische Umfeld wurde in Kooperation mit fünf Partnerschulen mit Sportprofil erbracht: dem Matthias-Grünewald-Gymnasium, der Kaufmännischen Schule Tauberbischofsheim, der Gewerblichen Schule Tauberbischofsheim, der Riemenschneider-Realschule und der Pestalozzi-Hauptschule. Somit konnten von den Fechtern alle Schulabschlüsse abgelegt werden. Seit 2009 wurde jährlich ein Eliteschüler des Sports gewählt.

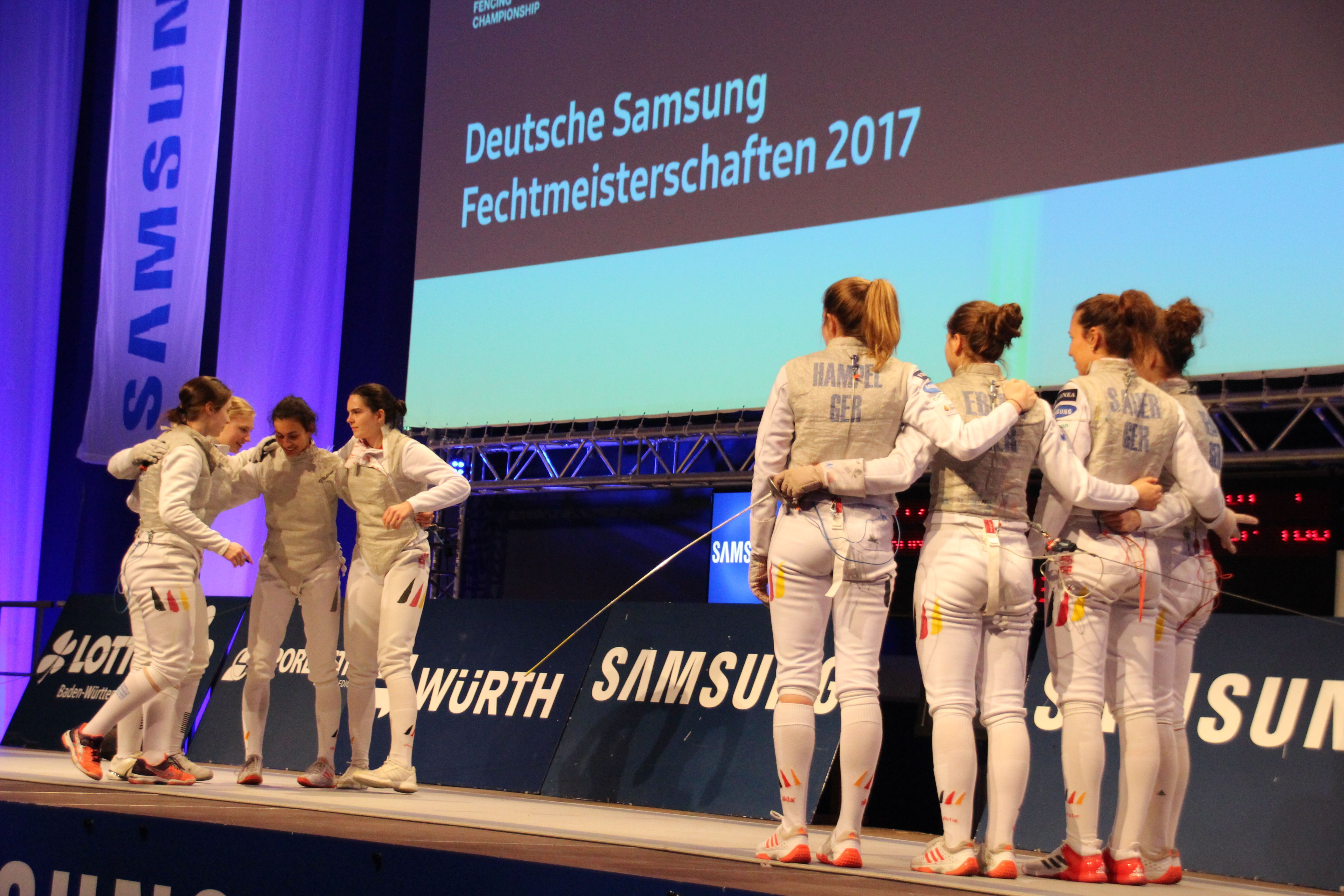
Deutsche Fechtmeisterschaften 2017 im Damenflorett (Mannschaft) am Olympiastützpunkt Tauberbischofsheim.
Die siegreiche Damenmannschaft des Fecht-Clubs Tauberbischofsheim.

### Behindertensport
Der Behindertensport wurde am Olympiastützpunkt Tauberbischofsheim nachhaltig gefördert. Dies unterstreichen zahlreiche nationale und internationale Medaillen im Rollstuhlfechten. Das Rollstuhlfechten wurde schon 1960 bei den ersten offiziellen Paralympischen Spielen (damals noch „Weltspiele der Gelähmten“) in Rom ausgeübt und zählt damit zu den ältesten paralympischen Sportarten. Nachdem Esther Weber bei den Paralympics 1992 in Barcelona die Goldmedaille im Degen-Einzel gewonnen hatte, wurde sie aktives Mitglied in Tauberbischofsheim. In der Folge wurde am Olympiastützpunkt für das Rollstuhlfechten eine eigenständige, integrative Abteilung aufgebaut. Regelmäßig fanden sich seitdem die besten Rollstuhlfechter aus ganz Deutschland für gemeinsame Trainingslager in Tauberbischofsheim zusammen.

### Austragungsort Deutscher Meisterschaften
Der Tauberbischofsheimer Olympiastützpunkt war regelmäßiger Austragungsort Deutscher Fechtmeisterschaften in allen oder einzelnen Disziplinen (Florett, Säbel und Degen). Der Fecht-Club war an der Ausrichtung der folgenden Deutschen Meisterschaften im Fechtsport beteiligt: 1978, 2003, 2004, 2005, 2006, 2007, 2008, 2009, 2010, 2011, 2012, 2013, 2014, 2015, 2016, 2017.

## Finanzierung und Leitung
Der OSP Tauberbischofsheim finanzierte sich überwiegend durch Mittel der folgenden Institutionen: Bundesministerium des Innern und Ministerium für Kultus, Jugend und Sport Baden-Württemberg. Im 2005 gebildeten Leitungsstab des OSP waren Repräsentanten der folgenden Gremien vertreten: DOSB, Deutscher Fechter-Bund, Landessportverband Baden-Württemberg, Stadt Tauberbischofsheim und Fecht-Club Tauberbischofsheim sowie dessen Sponsoren. Diese Gruppe steuerte und koordinierte die zentralen Betreuungsaufgaben des OSP.
Der Olympiastützpunkt wurde zuletzt von Matthias Behr geleitet. Für die Sportwissenschaft waren zuletzt Michael Hauptmann, Ulrich Eifler, Andrej Kuzmin und Wolfgang Appold zuständig.